# Scholomance
Scholomance (németül: Scholomantze; románul: Șolomanță [ʃoloˈmantsə], Solomonărie [solomonəˈrie]) az Ördög mitikus, legendabeli feketemágia-iskolája Erdélyben, Hermannstadttól (azaz Nagyszebentől, románul: Sibiu) délre a hegyek között. Emily Gerard Erdélyi babonák című cikke és egyéb írásai nyomán említésre került Bram Stoker Drakula című regényében is, amely szerint egy valóságban nem létező tó, a Hermannstadt-tó közelében található.
Az iskolában, a Solomonariban egy időben körülbelül tíz diák tanult. A tananyagban szerepelt többek között az állatok beszédének elsajátítása és a varázslás. Az egyik diákot az Ördög idővarázslónak (időjárás-varázslónak) szemelte ki, és feladata egy sárkány meglovaglása volt az időjárás befolyásolására.
Az iskola a föld alatt működött, és a diákok hétéves tanulmányaik során nem kerültek fel a napfényre. A sárkányt (zmeu vagy balaur) egyes források szerint egy hegytetőn található tó mélyén tartották Nagyszebentől délre.

## Néprajz
A Scholomance-ra és Drakulára vonatkozó néphit korai forrása a skót származású Emily Gerard Erdélyi babonák (Transylvanian Superstitions, 1885) című cikke volt. Bebizonyosodott, hogy ez a cikk Bram Stoker Drakula című regényének fontos forrása volt. Gerard hasonló anyagot tett közzé Land Beyond the Forest (’Az erdőntúli terület’, 1888) című művében is, amelyet Stoker szintén olvashatott, és egyes kommentátorok szerint ez Bram Stoker közvetlen forrása volt a Scholomance-ra vonatkozó rövid részletekre regényében.
Húsz évvel korábban Wilhelm Schmidt (1817–1901) nagyszebeni német tanár már írt Scholomance-ról és diákjairól (Scholomonariu) egy cikkében.

## Tanterv
A legenda szerint az iskola összes, hét, tíz vagy tizenhárom tanulója a helyiek közül került ki. Itt megtanulták minden élőlény nyelvét, a természet titkait és a varázslást. Néhány forrás kifejezetten hozzáteszi, hogy a diákokat varázslásra, repülő sárkányok meglovaglására és esőcsinálásra oktatták.
Tanulmányaik időtartama hét vagy kilenc év volt, és a végzettség megszerzéséhez az emberiséggel kapcsolatos összes ismeretet át kellett másolniuk egy un. Salamonar könyvébe.
A kapcsolódó hiedelmek szerint maga az Ördög vezette az iskolát. Moses Gaster megjegyezése szerint ez az Ördöggel való kapcsolat azt jelzi, hogy az iskola Salamon királyhoz kapcsolódó eredetének emléke teljesen elhalványult.

## Helyszíne
A Scholomance Gerard szerint valamilyen eldugott helyen volt a hegyek mélyén, és a sárkányt (románul zmeu, németül fonetikusan ismeju) egy hegytetőn lévő tó mélyén tartották, Nagyszebentől délre. Stoker regénye szerint a valójában nem létező Hermannstadt-tó közelében helyezkedik el a Scholomance.
Simion Florea Marian román néprajzkutató szerint ahogy azt a románok hívták, Solomonărie, a föld alatt található. A diákok a hétéves képzés ideje alatt végig odalent, napfénytől elzárva éltek.

## Időjárás-varázslás
További információk: Solomonari § Sárkánylovasok és időjárás
Néhány beszámoló szerint az Ördög a tíz végzős diák közül az egyiket időjárás-varázslónak (németül: Wettermacher), a sárkány (románul: zmeu) lovasának választja ki. Valahányszor a sárkány a felhőkre pillant, eső esik. A legenda szerint azonban Isten ügyel rá, hogy a sárkány nem fárad-e el, mert ha lezuhan, a föld nagy részét elpusztítaná. A Solomonari sárkánytartóját Marian néprajzkutató beszámolója szerint balaurnak nevezték.

## Eredet
Lásd még: Solomonari § Származás és név
Marian gyűjtése alapján a névnek a hiedelmek szerint Scholomance a német, Solomonărie a román formája volt. Egy forrásban a Șolomanță név is szerepel.
Ezek a formák valamiféle kapcsolatra utalnak a Salamon királyhoz fűződő emlékekkel, mégpedig azáltal, hogy a Solomonari diákjai Salomon időjárás-változtató praktikáihoz hasonló varázslatokat sajátítottak el. Emellett lehetséges, hogy a név kapcsolatban állhat a spanyolországi Salamanca városával, a híres egyetemi várossal is, amely a Córdobai Kalifátus arab (gyanús, nem keresztény) tudományos hagyatékának feldolgozásában is kiemelkedő szerepet töltött be, valamint az itt található Salamancai barlanggal (Cueva de Salamanca), ahol a legendák szerint szintén az Ördög tanított.

## A németes forma története
A Scholomance névvel kapcsolatosan azt gyanították, hogy nem valódi román kifejezésből, hanem félreértésből eredő elnevezés, amely a Solomonari eltorzított németes változata, és amelyet egyébként nem is az iskola, hanem az ott tanuló diákok megnevezésére használtak. Ezen az állásponton volt Elizabeth Miller, Bram Stoker és Drakula című regényének kutatására szakosodott irodalmár.
Az a téves nézet, miszerint a Scholomance egy neologizmus, amely 1885-ben először Emily Gerard cikkében jelent meg, egy időben elfogadott volt az angol nyelvű szakirodalomban. Azonban azóta ismertté vált, hogy a Scholomance és a Scholomonariu kifejezések már 1865-ben megjelentek az osztrák Österreichische Revue című folyóiratban.

## Újabb keletű elnevezése
Néhány modern kommentátor az iskolát a Sárkány Iskolája (L'École du Dragon, illetve The School of the Dragon) néven emlegeti.

## Az irodalomban
Bram Stoker, aki jól ismerte Gerard munkáját, két helyen is utal Scholomance-ra Drakula című regényében.
Először a XVIII. fejezetben:
„Ahogyan Arminius mondja, a Drakuláké nagy és nemes faj volt, bár minden sarjuk kapcsolatba került a Gonosszal. Az ő titkait tanulmányozták a Scholomance-ban, a Hermanstadt-tó feletti hegyek között, ahol az Ördög a tizedik diákot választotta ki.”
majd a XXIII. fejezetben:
„Még a Scholomance-ot is fel merte keresni, és akkoriban nem volt olyan ága a tudománynak, amelyet ne művelt volna.”
Stoker utalása a Hermanstadt-tóra írói fantáziájának terméke, esetleg Gerard leírásának félreértése, mivel nincs ilyen nevű tó a környéken. Ma Nagyszeben környékén a Păltiniş-tó és a Bilea-tó (Bâlea-tó) található, amelyek a környéken élők népszerű üdülőhelyei.
- Michael Scott Rohan Lord of Middle Air című fantasy regényében Michael Scot varázslóról kiderül, hogy két alkalommal vett részt képzésen Scholomance-ban, ugyanis annyi volt a tananyag, hogy azt nem lehetett elsajátítani egy éjszaka alatt.
- Kim Newman Anno Dracula című regényében idézi a fentebb Stoker Drakulájának XXIII. fejezetéből idézett részt.
- Cassandra Clare Éjfél kisasszony (Lady Midnight) című ifjúsági regényében Scholomance az Árnyvadász Akadémia, ahol az elit árnyvadászokat képzik ki A végzet ereklyéi (The Mortal Instruments és The Dark Artifices) előzmény-regénysorozat kötetei szerint.

## Számítógépes játékokban
A nevet a számítógépjáték-iparban is újra felfedezték a feketemágia más iskoláira való utaláshoz:
- A Bungie Myth II: Soulblighterében szerepel, hogyan történik a boszorkánymesterek képzése egy Scholomance nevű feketemágia-iskolában.
- A Blizzard Entertainment World of Warcraft című játékában Scholomance az élőhalottak romos vára, amelynek celláiban és kriptájában folyik a nekromanták kiképzése élőhalott szörnyek létrehozására. A legendás Scholomance a World of Warcraftban egy tó közepén található.